# Eingabe Dritter
Eine Eingabe Dritter ist im Patenterteilungsverfahren vor der Patenterteilung oder im Einspruchsverfahren zu einem erteilten Patent eine Eingabe einer im Verfahren nicht beteiligten Person, mit der sie dem Patentamt Tatsachen und/oder Sichtweisen, die ihres Erachtens für das Verfahren relevant sind, im Verfahren vortragen kann.

## Rechtsgrundlage
Im Verfahren zu deutschen Patentanmeldungen ist die Eingabe Dritter in § 43 Abs. 3 PatG geregelt. Für das Verfahren zu europäischen Patentanmeldungen ist die Eingabe Dritter in Art. 115 und in Regel 114 EPÜ angesprochen.

## Überblick
Ein Patent ist nach seiner Erteilung ein Verbot gegen jedermann außer dem Patentinhaber innerhalb des Territoriums, für das es gilt. Im Patenterteilungsverfahren wird das Patent im Hinblick auf die gesetzlichen Erfordernisse geprüft und gestaltet. Dies ist vorrangig ein Verfahren, bei dem der Anmelder Beteiligter und das jeweilige Patentamt (DPMA, EPA) die entscheidende Behörde sind. Das Patenterteilungsverfahren ist wegen seiner Allgemeingültigkeit ab der Veröffentlichung einer Patentanmeldung öffentlich einsichtig. Die Einsicht kann heutzutage einfach über das Internet und die jeweiligen Patentregister genommen werden.
Wenn ein Unbeteiligter („Jedermann“ im Sinne des PatG § 43(3), „Dritter“ im Sinne des EPÜ Art. 115) zu einer ihm bekannten anhängigen Patentanmeldung meint, neben den schon diskutierten Umständen weitere relevante Umstände beitragen zu können, kann er dies in Form einer Eingabe Dritter tun. Sie gelangt zur Akte und wird amtlicherseits berücksichtigt. Auf diese Weise ist sichergestellt, dass vom Patent potenziell Betroffene frühzeitig auf dessen Gestaltung Einfluss nehmen können.

## Einzelheiten

### Inhalt
Mit einer Eingabe Dritter wendet sich der Verfasser regelmäßig gegen die Erteilung oder Aufrechterhaltung eines beantragten Patents. Zu diesem Zweck haben solche Eingaben regelmäßig folgende Inhalte:
- Es wird dem Patentamt weiterer Stand der Technik zur Kenntnis gebracht, also Material, das einer Patentanmeldung entgegengehalten werden kann.

- Es werden materielle Argumente gegen die beantragte Patenterteilung vorgetragen. Diese können sich auf das entgegengehaltenen Material beziehen, also Erläuterungen zu dessen Relevanz, Vergleichbarkeit mit der in der Patentanmeldung beschriebenen Erfindung, Kombinierbarkeit mit anderen Quellen beinhalten.

- Weitere Argumente, bspw. betreffend Klarheit, Ausführbarkeit, Offenbarung u. ä.

### Verfahren, Form, Frist
Eine Eingabe Dritter wird Teil der öffentlichen Akte. Nachdem sie beim Patentamt eingegangen ist, wird sie dem Patentanmelder zugesandt, so dass er darauf reagieren kann.
Allgemein muss die Eingabe Dritter in einem anhängigen Verfahren (Prüfungsverfahren, Einspruchsverfahren) eingereicht werden, um berücksichtigt zu werden. Für sich alleine ist sie unzulässig und sinnlos.
Die Eingabe muss schriftlich in einer Amtssprache des Amtes erfolgen. Abgesehen davon gibt es keine besonderen Form- oder Fristerfordernisse.
Auch in einem Einspruchsverfahren sind Eingaben Dritter neben dem Vortrag des Einsprechenden zulässig.

### Vertretung, Kosten
Eine Eingabe Dritter ist amtlicherseits kostenfrei. Der Verfasser braucht keinen anwaltlichen Vertreter, z. B. einen Patentanwalt, kann ihn aber verwenden, wenn er will.

### Berechtigter
Jeder darf einmal oder mehrmals Eingaben Dritter einreichen. Er muss auch nicht identifiziert werden. Beispielsweise kann ein Patentanwalt eine Eingabe Dritter einreichen, ohne seinen Auftraggeber identifizieren zu müssen. Die Eingabe Dritter führt nicht dazu, dass der Eingebende Verfahrensbeteiligter wird.

### Online-Einreichung beim EPA
Besonders einfach ist die Eingabe Dritter im europäischen Erteilungsverfahren zu bewerkstelligen. Wenn man im Online-Register die interessierende Akte gefunden hat, steht dort eine Schaltfläche („Einwendungen einreichen“, engl. „Submit observations“) zur Verfügung, die zu einer Online-Maske führt, über die Argumente eingegeben oder relevante Dokumente hochgeladen werden können.

### Abwägung
Für denjenigen, der sich eine Eingabe Dritter überlegt, stellt sich immer wieder die Frage, ob er sein Material (Argumente, Stand der Technik wie oben dargelegt) tatsächlich mittels einer Eingabe Dritter vorlegen will oder ob er dies erst nach Patenterteilung im Rahmen eines Einspruchsverfahrens machen soll, wenn er als dann Verfahrensbeteiligter eine stärkere Stellung im Verfahren hat.